# Knipowitschia mermere
Knipowitschia mermere é uma espécie de peixe da família Gobiidae.
É endémica de Turquia.
Os seus habitats naturais são: lagos de água doce.
Está ameaçada por perda de habitat.